# Tomas Franzén
För ekonomen med samma namn född 1945, se Thomas Franzén
Hans Tomas Franzén, född 11 juli 1962 i Järfälla, är en svensk ingenjör och företagsledare.

## Biografi
Tomas Franzén växte upp i Tranås. och är son till Hans Franzén som tillsammans med Agne Svenberg grundade grossistföretaget OEM. Efter examen som civilingenjör och utbildning i industriell ekonomi vid Linköpings universitet arbetade Tomas Franzén som säljare och affärsområdeschef innan han 1989–1995 var försäljningsdirektör vid Nokia Data.
Han har därefter varit chef för flera företag. Han var verkställande direktör för AU-System 1995–2002, för Song Networks 2002–2004, för Eniro 2004–2008 och för Comhem sedan 2008. År 2013 utsågs han till koncernchef för Bonnier AB och efterträdde Jonas Bonnier i mars 2014.

### Familj
Han är gift med Ann-Sofie Franzén (född 1965).